# Cabinet Kraft I
Land de Rhénanie
-du-Nord-Westphalie
Rüttgers Kraft II
Le cabinet Kraft I (en allemand : Kabinett Kraft I) est le gouvernement du Land de Rhénanie-du-Nord-Westphalie entre le 15 juillet 2010 et le 21 juin 2012, durant la quinzième législature du Landtag.

## Coalition et historique
Dirigé par la nouvelle ministre-présidente sociale-démocrate Hannelore Kraft, ce gouvernement est constitué par une « coalition rouge-verte » entre le Parti social-démocrate d'Allemagne (SPD) et l'Alliance 90 / Les Verts (Grünen). Ensemble, ils disposent de 90 députés sur 181, soit 49,7 % des sièges du Landtag. Ils bénéficient du soutien sans participation de Die Linke, qui compte 11 députés sur 181, soit 6,1 % des sièges du Landtag.
Il est à la suite des élections législatives régionales du 9 mai 2010 et succède au cabinet du chrétien-démocrate Jürgen Rüttgers, constitué et soutenu par une « coalition noire-jaune » entre l'Union chrétienne-démocrate d'Allemagne (CDU) et le Parti libéral-démocrate (FDP). À la suite du scrutin, aucune majorité ne semble se dégager. Kraft refuse alors une « grande coalition » avec la CDU, tandis que le FDP n'accepte pas de participer à une « coalition jamaïcaine » avec le SPD et les Grünen. En conséquence, sociaux-démocrates et écologistes décident de constituer une alliance minoritaire disposant du soutien de la gauche radicale, selon le « modèle de Magdebourg ».
Toutefois, après le rejet du projet de budget régional par le Landtag, Hannelore Kraft décide de convoquer des élections législatives régionales anticipées le 13 mai 2012. À l'issue de ce scrutin, l'alliance au pouvoir obtient une nette majorité absolue en sièges, formant ainsi le cabinet Kraft II.

## Composition

### Initiale (15 juillet 2010)
| Fonction | Nom | Nom                    | Parti  |
| --- | --- | ---------------------- | ------ |
| Ministre-présidente                                                                                          |     | Hannelore Kraft        | SPD    |
| Vice-ministre-présidente Ministre de l'Éducation et de la Formation professionnelle                          |     | Sylvia Löhrmann        | Grünen |
| Ministre des Finances                                                                                        |     | Norbert Walter-Borjans | SPD    |
| Ministre de l'Économie, de l'Énergie, des Travaux publics, du Logement et des Transports                     |     | Harry Voigtsberger     | SPD    |
| Ministre de l'Intérieur et des Affaires communales                                                           |     | Ralf Jäger             | SPD    |
| Ministre du Climat, de l'Environnement, de l'Agriculture, de la Protection de la Nature et des consommateurs |     | Johannes Remmel        | Grünen |
| Ministre du Travail, de l'Intégration et des Affaires sociales                                               |     | Guntram Schneider      | SPD    |
| Ministre de la Justice                                                                                       |     | Thomas Kutschaty       | SPD    |
| Ministre de l'Innovation, de la Science et de la Recherche                                                   |     | Svenja Schulze         | SPD    |
| Ministre de la Famille, de l'Enfance, de la Jeunesse, de la Culture et des Sports                            |     | Ute Schäfer            | SPD    |
| Ministre de la Santé, de l'Émancipation, des Soins et des Personnes âgées                                    |     | Barbara Steffens       | Grünen |
| Ministre des Affaires fédérales, européennes, et des Médias                                                  |     | Angelica Schwall-Düren | SPD    |